# تور هولم
تور هولم (بالسويدية: Tore Holm)‏ هو ربان ‏ سويدي، ولد في 25 نوفمبر 1896 في  في السويد، وتوفي بنفس المكان في 15 نوفمبر 1977.

## وصلات خارجية
- تور هولم على موقع الاتحاد الدولي للملاحة الشراعية (موقع جديد) (الإنجليزية)
- تور هولم على موقع الاتحاد الدولي للملاحة الشراعية (موقع قديم) (الإنجليزية)
- تور هولم على موقع اللجنة الأولمبية الدولية (الإنجليزية)
- تور هولم على موقع أوليمبيديا (الإنجليزية)
- تور هولم على موقع اللجنة الأولمبية السويدية (السويدية)